# Kether
Kether is een computerspel dat werd ontwikkeld door Infogrames Europe en uitgegeven door Philips Interactive Media. Het spel kwam in 1993 uit voor het platform Philips CD-i. Het spel speelt zich af in de ruimte boven de planeet Kether. 

## Ontvangst
| Beoordeeld door                      | Datum         | Score |
| ------------------------------------ | ------------- | ----- |
| Power Unlimited                      | februari 1994 | 92%   |
| Video Games & Computer Entertainment | maart 1994    | 80%   |
| High Score                           | maart 1994    | 80%   |
| The Video Game Critic                | 21 juli 2004  | 75%   |
| Defunct Games                        | 15 april 2006 | 70%   |